# جرجبيل (داغستان)
جرجبيل (بالروسية: Гергебиль) هي مدينة في جمهورية داغستان في روسيا. ويبلغ عدد سكانها حوالي 4976 نسمة.